# Five Songs and a Cover
Five Songs and a Cover (A.K.A. 4 Stars) je první EP americké skupiny Foo Fighter, které vyšlo 20. listopadu 2005. EP je kolekcí b-stran singlů z alba In Your Honor. Název odkazuje na obsah: pět původních písní a jedna coververze. Coververzí je píseň „I Feel Free“ od skupiny Cream, v níž zpívá bubeník Taylor Hawkins a na bicí hraje Dave Grohl.

## Seznam skladeb
Všechny skladby napsal(i) Dave Grohl, Taylor Hawkins, Nate Mendel a Chris Shiflett, pokud není psáno jinak. 
| Pořadí         | Název                     | Autor                  | Délka |
| -------------- | ------------------------- | ---------------------- | ----- |
| 1.             | Best of You (živě)        |                        | 4:41  |
| 2.             | DOA (demo)                |                        | 4:11  |
| 3.             | Skin and Bones            |                        | 3:37  |
| 4.             | World (demo)              |                        | 5:40  |
| 5.             | I Feel Free (cover Cream) | Jack Bruce, Pete Brown | 2:56  |
| 6.             | FFL (Fat Fucking Lie)     |                        | 2:29  |
| Celková délka: | Celková délka:            | Celková délka:         | 23:35 |

## Sestava
- Dave Grohl – zpěv, kytara, bicí „I Feel Free“
- Nate Mendel – basová kytara
- Taylor Hawkins – bicí, zpěv „I Feel Free“
- Chris Shiflett – kytara